# Waigand József
Waigand József (Budapest, 1912. március 2. – Budapest, 1993. március 8.) katolikus pap, teológiai tanár

## Családja
Apja dr. Waigand József (1874–1918), ügyvéd, fővárosi bizottsági tag, anyja a nemesi származású bátaszéki Romeiser Ilona. Az anyai nagyszülei bátaszéki Romeiser Béla (1851–1915), vasnagykereskedő, a "Romeiser F. és Fiai" cég tulajdonosa, és Etrich Emília (1860–1923) voltak. Unokahúgai Kopp Mária pszichológus, akadémiai doktor, és B. Kopp Judit szobrászművész, unokaöccse Lotz Károly politikus, miniszter.

## Papi, lelkipásztori működése
A Központi Papnevelő Intézet növendékeként a Pázmány Péter Tudományegyetemen tanult teológiát. 1934. július 8-án szentelték pappá Szegeden. 1936-tól a KPI elöljárója és a budapesti orsolyitáknál hittanár. 1939-től a Budavári Mátyás-templom káplánja. 1943-tól a Pápai Hitterjesztési Művek országos titkára, majd 1946-tól szervező lelkésze is. 1950-től a Béke királynéja kápolna kisegítő lelkésze, a következő évtől a Hittudományi Akadémia missziológiai magántanára. 1962-ben az állami hatóságok eltiltották a lelkipásztori tevékenységtől, 1963-ban nyugdíjba ment.

## Nyugdíjas évei
1970-től a józsefvárosi Béke királynéja kápolna, valamint a máriaremetei Szentlélek kápolna kisegítő lelkészeként szolgált. Fontosnak tartotta, hogy a szülők együtt jöjjenek a gyerekekkel misére, mert „vasárnap jó együtt szeretni a Jóistent”. Nagyon értett a gyerekek nyelvén: a szentmisén az Úrfelmutatáskor minden kisgyerek külön csengővel csengetett, a hittanórákon pedig bábozással tette érthetőbbé és emlékezetesebbé a mondanivalóját. Az 1980-as évekre mindkét kápolnában nagy közösség jött létre körülötte fiatal családokból.

## Emlékezete
A Széphalom Alapítvány 1993 óta évente adja ki a Waigand József-díjat, amellyel a (Waigand József hatására alapított) Máriaremete-Hidegkúti Ökumenikus Általános Iskola érdekében végzett munkát, illetve az elért eredményeket jutalmazzák.

## Művei
- Az utolsó száz év pápái a missziók szolgálatában. H. n., 1937
- Pápák a hithirdetés szolgálatában. XVI. Gergelytől XI. Piusig. Bp., 1938
- Jezsuita mandarin. (Egy lap Kína misszióinak történetéből) Írta Félix Plattner. Ford. Uo., 1940
- Missiones Indiarum Orientalium. Sacrae Congregationi de Propaganda Fide concreditae, iuxta Visitationem Apostolicam 1859-1862. Bp., 1940
- Ismerd meg–dolgozzál érte! Rövid missziós enciklopédia a m. papság és a művelt kat. közönség számára. Uo., 1941
- Válaszunk a fatimai üzenetre. Írták Antonio Magni és Jean-Joseph Castelbranco. Ford. Uo., 1944
- Útitárs. Ford. Uo., 1979
- Belon Gellért emlékkönyv. Bp., Szent István Társulat, 1992